# Pseudorana sangzhiensis
Pseudorana sangzhiensis е вид земноводно от семейство Водни жаби (Ranidae).

## Разпространение
Видът е ендемичен за планината Тянпин, в окръг Сангжи, Хунан, Китай.